# Mengeš
Mengeš – miasto w Słowenii, siedziba gminy Mengeš. W 2018 roku liczba ludności miasta wynosiła 6591 mieszkańców.